# 루잔 대 야생동물보호협회 사건
루잔 대 야생동물보호협회 사건(Lujan v. Defenders of Wildlife, 504 U.S. 555 (1992))은 당사자적격에 관한 유명 미국 연방 대법원 판례이다.

## 판시 사항

### 제1차 루잔 사건
연방대법원은 전국야생동물연맹(NWF)에 대하여 일부 공유토지를 개발대상으로 개방하는 토지관리국(BLM)의 결정을 다툴 수 있는 법적 지위가 없다고 판시하였고 스캘리아(Scalia) 대법관은 다수의견에서 원고 연맹이 그 회원들이 레크리에이션 목적으로 당해 공유토지를 사용한다는 주장 외에 그 결정으로 여하한 특정적 피해를 받았다는 사실을 입증하지 못했다는 이유를 들어 원고적격을 부정하였다.

### 제2차 루잔 사건
1992년 루잔 대 야생동물수호자들(Lujan v. Defenders of Wildlife: Lujan II)에서 연방내무장관이 멸종위기종보호법 제7조(“모든 연방기관은 어떠한 행위를 함에 있어 내무장관과 협의하여 위험에 처한 생물종의 계속적 생존이 위협받지 않도록 하여야 한다”)의 적용을 받는 연방행위의 범위를 미국 영토와 공해상으로 제한하여 시행하도록 하는 규칙을 제정하자 환경단체인 야생동물수호자들은 후진국에 원조를 함에 있어 내무장관과의 협의요건 규정을 적용하지 않게 되면 후진국 개발로 인하여 그곳에 서식하는 생물종들이 멸종할 것이라고 주장하면서, 그 경우 원고 단체의 회원 두 사람이 멸종위기생물종이 서식하는 나라에 여행할 때 이들 동물을 보는 즐거움을 잃게 될 것이라는 점을 근거로 위 규칙의 폐지를 구하는 소송을 제기하였다. 연방대법원의 다수의견을 대변하여 스캘리아 대법관은 기존의 원고적격에 관한 다양한 논의들을 비판하며, 소송을 제기한 환경단체와 단체 회원들은 위 규칙으로 인하여 사실상 침해를 받은 당사자가 아니므로 원고적격을 인정할 수 없다고 판시하였다.

### 원고적격
멸종의 위험으로 인해 "개별적이고 실체적이며 사적 침해"(individual and nonspeculative private injury)가 발생하지 않았으므로 원고적격을 부인하였다.

## 참고 문헌
- ‘자연의 권리’ 소송은 가능한가 (홍준형: 서울대 행정학과)
- 김춘환, Lujan v. Defenders of Wildlife 판결의 검토, 한국환경법학회, 2001